# 沃頓鎮區 (阿肯色州麥迪遜縣)
沃頓鎮區（英語：Wharton Township）是位於美國阿肯色州麥迪遜縣的一個行政鎮區。

## 地方資料
根據2010年美國人口普查的數據，沃頓鎮區的面積為88.90平方千米，當中陸地面積為88.50平方千米，而水域面積為0.40平方千米。當地共有人口418人，而人口密度為每平方千米4人。